# 国道327号

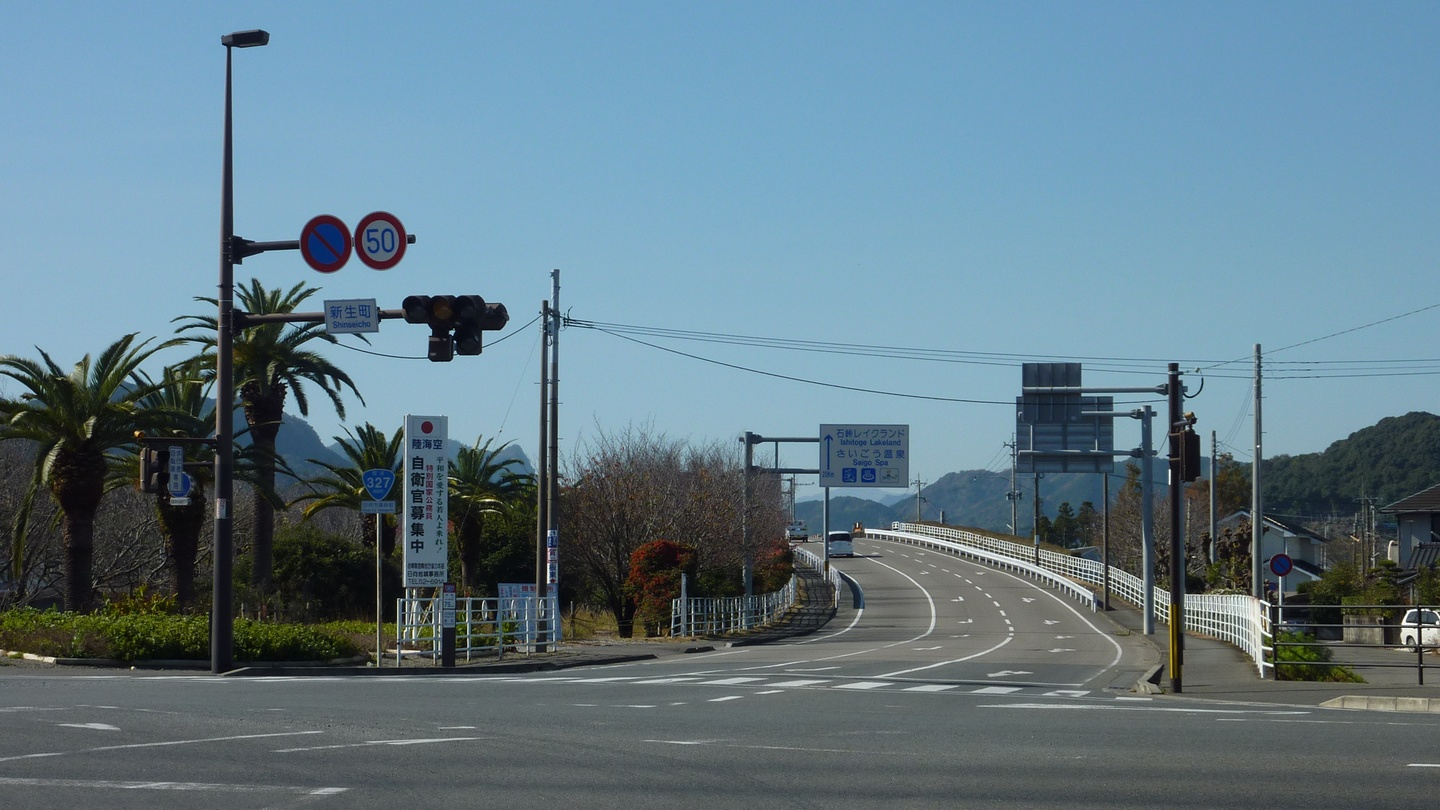
起点

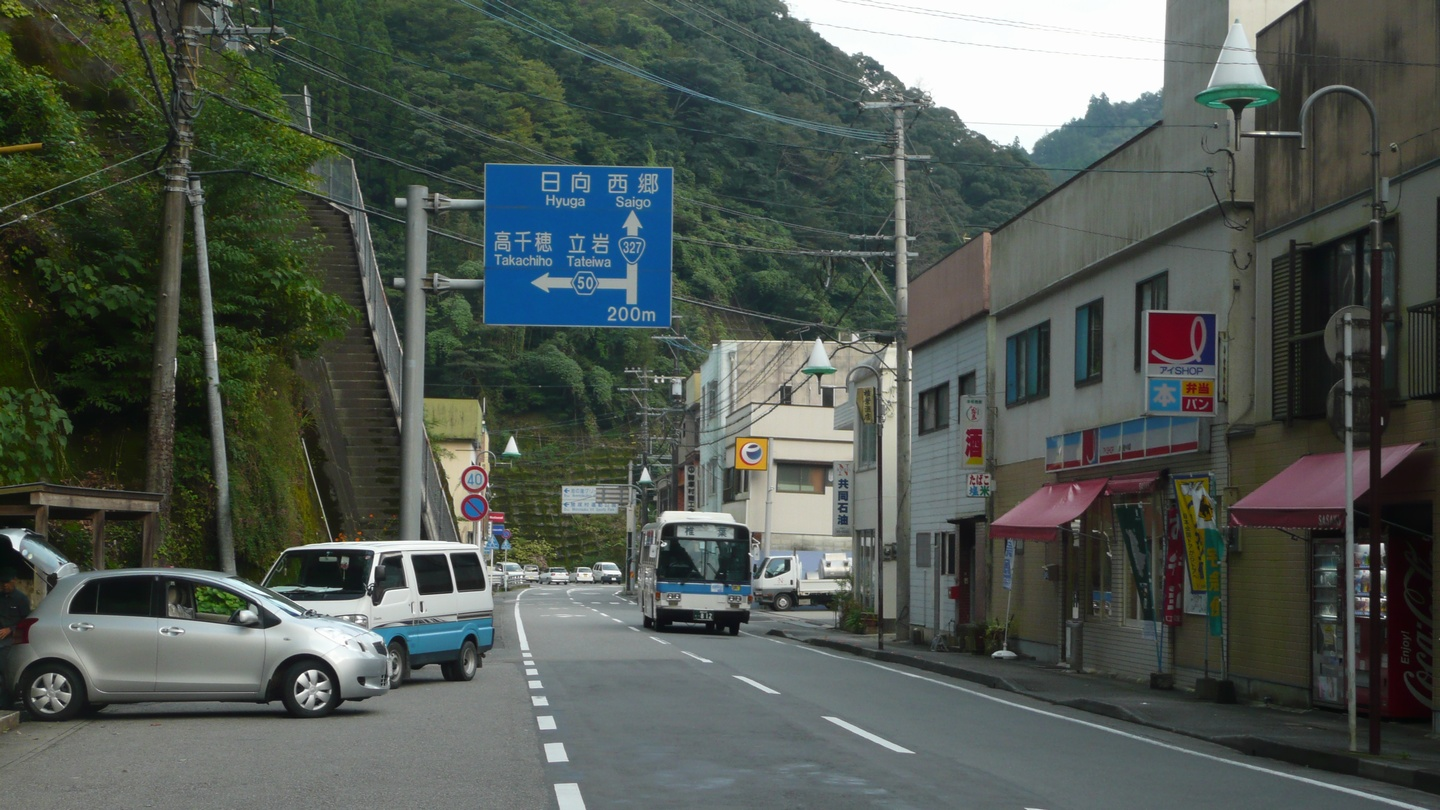
諸塚村内（かさ上げ工事前、2008年撮影）

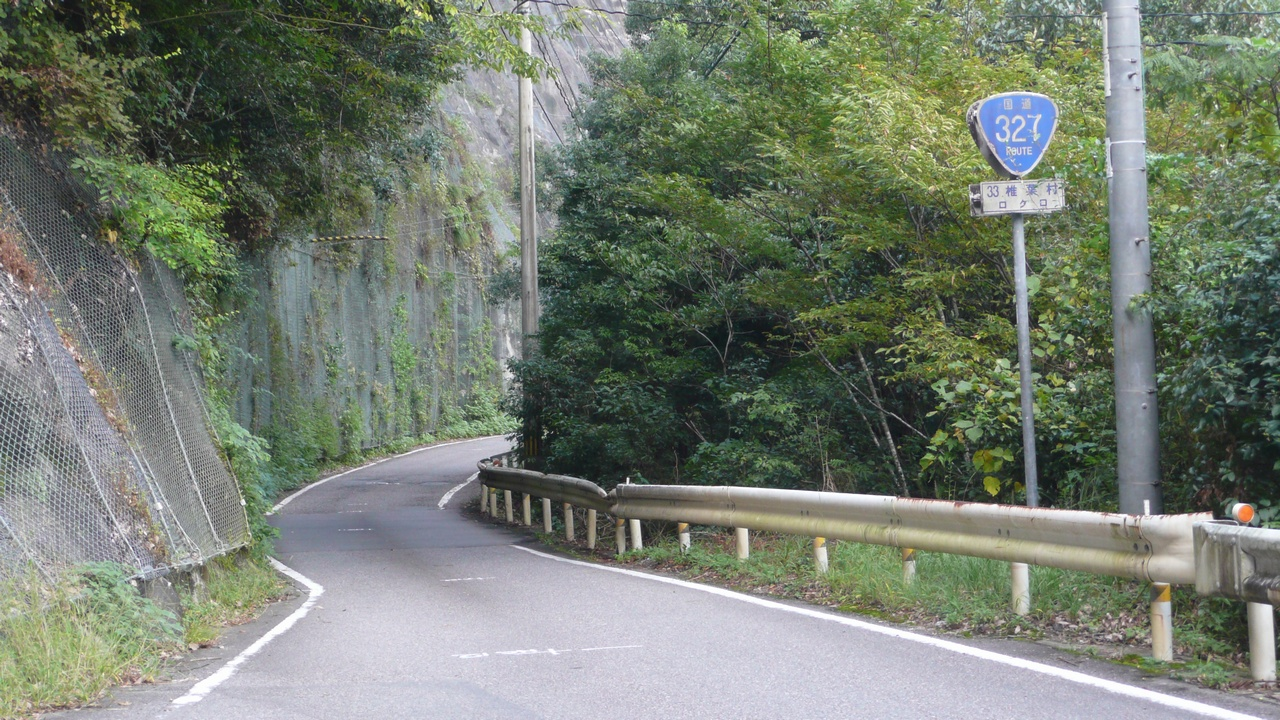
椎葉村松尾字ロクロ（諸塚方面、2008年撮影）
当該区間はバイパス道路開通により旧道化している

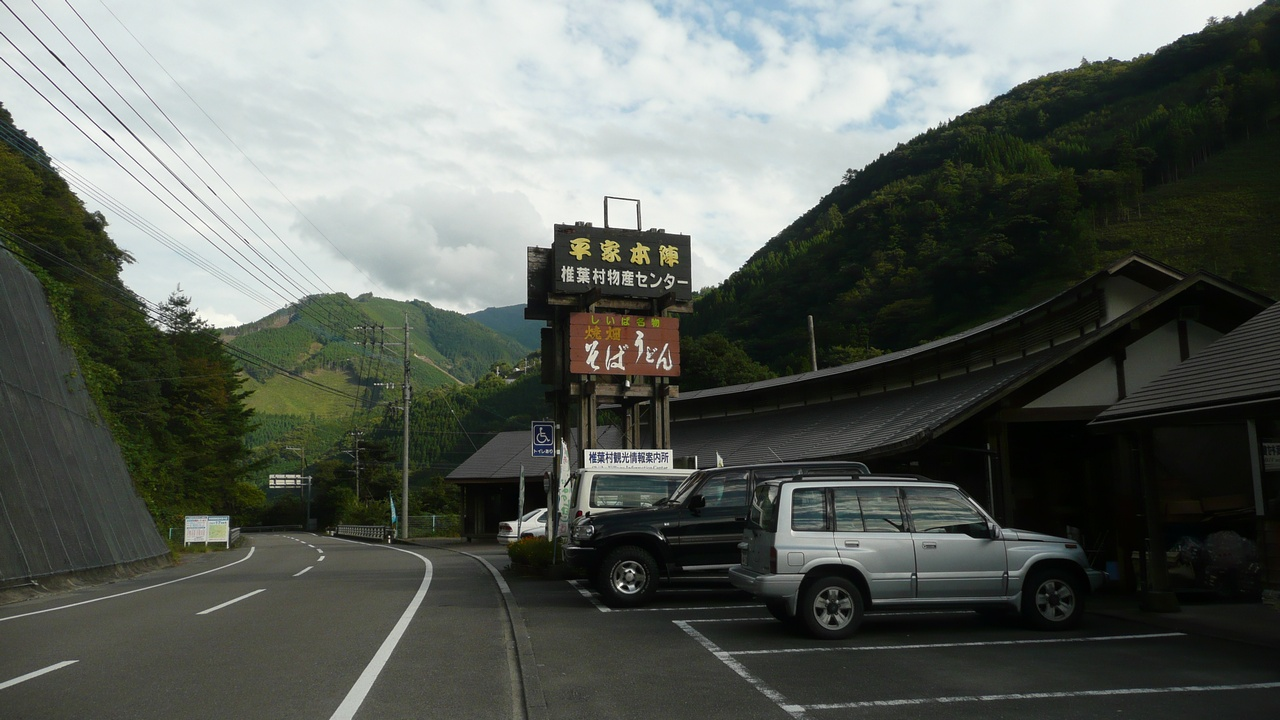
平家本陣（椎葉村、諸塚方面）

国道327号（こくどう327ごう）は、宮崎県日向市から東臼杵郡美郷町・諸塚村・椎葉村を経由して、熊本県上益城郡山都町に至る一般国道である。椎葉村の音ヶ瀬大橋からは国道265号と重複するため、実質的には日向市と椎葉村を結ぶ路線となる。開通時の経緯（後述）から美郷町西郷田代 - 椎葉村間には百万円道路の通称がある。

## 概要
単独区間のほとんどは耳川と並走する。支線として東九州自動車道日向インターチェンジと国道10号、宮崎県道226号土々呂日向線を結ぶ路線（日向バイパス）が存在する。

### 路線データ
一般国道の路線を指定する政令に基づく起終点および重要な経過地は次のとおり。
- 起点：日向市（新生町交差点 = 国道10号交点、国道446号起点、国道503号・宮崎県道23号細島港線終点）
- 終点：熊本県阿蘇郡蘇陽町[注釈 2]（山都町馬見原交差点 = 国道218号交点、国道265号上）
- 重要な経由地：宮崎県東臼杵郡東郷町[注釈 3]、同郡西郷村[注釈 4]、同郡諸塚村、同郡椎葉村
- 総延長 : 95.9 km（熊本県 1.0 km、宮崎県 94.9 km）重用延長を含む[2][注釈 5]
- 重用延長 : 27.8 km（熊本県 1.0 km、宮崎県 26.8 km）[2][注釈 5]
- 未供用延長 : なし[2][注釈 5]
- 実延長 : 68.1 km（熊本県 - km、宮崎県 68.1 km）[2][注釈 5]
  - 現道 : 65.2 km（熊本県 - km、宮崎県 65.2 km）[2][注釈 5]
  - 旧道 : 0.1 km（熊本県 - km、宮崎県 0.1 km）[2][注釈 5]
  - 新道 : 2.8 km（熊本県 - km、宮崎県 2.8 km）[2][注釈 5]
- 指定区間：なし[3]

## 歴史
住友財閥が電力開発（発電用ダムの建設）の代替条件として1928年（昭和3年）から整備を開始。一部区間を整備した後、残りの部分を宮崎県が建設を進め1933年（昭和8年）に富高（現在の日向市中心部）と椎葉を結ぶ県道として完成した。このときに住友財閥が建設費として100万円（2008年時点の価値に換算すると約100億円）を寄付したことから「百万円道路」という通称がついた。
開通と同時にバス路線も開設され、椎葉・諸塚両村の物流などに多大な変革をもたらした。この影響で富高方面との交流が深くなったため、1949年（昭和24年）には椎葉村と諸塚村の所属郡が西臼杵郡から東臼杵郡に変更されている。
開通当時こそ2間（約3.6 m）ほどの幅でも十分であったものの、自動車が普及するにつれ交通に支障をきたすようになった。この対策として道路拡張工事が順次実施されており、2021年（令和3年）9月現在、単独区間内では椎葉村内の一部（佐土の谷工区の未開通区間）を除いておおむね2車線道路に整備されている。

### 年表
- 1932年（昭和7年） - 諸塚村まで開通。
- 1933年（昭和8年）10月 - 日向 - 椎葉間の県道として全線開通。
- 1970年（昭和45年）4月1日 - 一般国道327号（宮崎県日向市 - 熊本県阿蘇郡蘇陽町（現 上益城郡山都町））として指定。
- 1997年（平成9年） - 橘バイパス開通[5]。
- 2004年（平成16年）12月22日 - 恵後の崎バイパス開通[5]。
- 2011年（平成23年）3月29日 - 岩屋戸バイパス開通[5]。
- 2014年（平成26年）
  - 3月14日 - 国道10号および宮崎県道15号日知屋財光寺線と、宮崎県道226号土々呂日向線、東九州自動車道 日向ICを結ぶ、日向バイパスが全線開通[6][7]。
  - 3月26日 - 石原バイパス（椎葉村松尾、1.7 km）が開通[8][9]。
- 2019年（令和元年）
  - 5月25日 - 東九州自動車道日向ICと国道327号現道を結ぶ永田工区（日向市平岩 - 塩見）が起工[10]。
  - 8月10日 - 佐土の谷工区のうち、方川谷トンネルが開通。諸塚村内の全線2車線化が完了[11]。
- 2021年（令和3年）9月3日 - 尾平トンネル開通[12]。

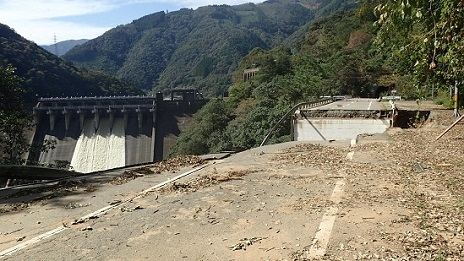
崩落現場の様子。諸塚村七ツ山にて2022年9月24日撮影。

- 2022年（令和4年）9月18日に襲来した令和4年台風第14号により、諸塚村七ツ山の塚原ダムの近くで大規模な崩落がおこり[13]、また、椎葉村松尾でも路肩が崩れ、近隣住民は別の村道へ迂回しなければならなくなった[14]。
- 2023年（令和5年）
  - 4月28日 - 諸塚村七ツ山の区間の応急復旧工事が完了し、全面通行止めは解除された[15]。可能になったのは仮設橋による片側交互通行であり、二車線での本格的な復旧はもうあと三年かかる見通しである。また、この時点では椎葉村側の復旧は終わっていない[16]。
  - 8月8日 - 令和5年台風第6号により椎葉村野地で斜面が崩壊。前年度の被災箇所が再度被害を受けた[17]。

## 路線状況

### バイパス
- 橘バイパス
- 恵後の崎バイパス
- 古園バイパス
- 岩屋戸バイパス
- 山陰バイパス
- 松尾拡幅
- 日向バイパス

### 重複区間
- 国道446号（宮崎県日向市新生町1丁目・新生町交差点（起点） - 日向市東郷町山陰辛・鶴野内交差点）
- 国道503号（宮崎県日向市新生町1丁目・新生町交差点（起点） - 西臼杵郡諸塚村大字家代）
- 国道388号（宮崎県東臼杵郡美郷町西郷区田代）
- 国道265号（宮崎県西臼杵郡椎葉村大字下椎葉 - 熊本県上益城郡山都町馬見原・馬見原交差点（終点））

### 道路施設

#### トンネル
起点から
- 宮崎県
  - 小八重トンネル：延長260 m、1991年（平成3年）竣工、東臼杵郡美郷町
  - 諸塚トンネル、東臼杵郡椎葉村
  - 恵後の崎トンネル、1925年竣工、東臼杵郡椎葉村
  - 古園一号トンネル、2002年竣工、東臼杵郡椎葉村
  - 古園二号トンネル：延長972 m、東臼杵郡椎葉村
  - 音ヶ瀬トンネル：延長159 m、2006年（平成18年）竣工、東臼杵郡椎葉村（国道265号重複区間）
  - 鹿野遊（かなすび）トンネル：延長374 m、2003年（平成15年）竣工、東臼杵郡椎葉村（国道265号重複区間）
  - 国見トンネル：延長2,777 m、1996年（平成8年）竣工、東臼杵郡椎葉村 - 西臼杵郡五ヶ瀬町（国道265号重複区間）

#### 道の駅
- 宮崎県
  - とうごう（日向市東郷町）

## 地理

### 通過する自治体
- 宮崎県
  - 日向市 - 東臼杵郡美郷町 - 東臼杵郡諸塚村 - 東臼杵郡椎葉村 - 西臼杵郡五ヶ瀬町
- 熊本県
  - 上益城郡山都町

### 交差する道路
| 交差する道路                                                                | 市町村名 | 市町村名 | 市町村名 | 交差する場所 | 交差する場所                  |
| --------------------------------------------------------------------------- | -------- | -------- | -------- | ------------ | ----------------------------- |
| 国道10号 国道446号 重複区間起点 国道503号 重複区間起点 宮崎県道23号細島港線 | 宮崎県   | 日向市   | 日向市   | 新生町1丁目  | 新生町交差点 / 起点           |
| 国道10号 宮崎県道15号日知屋財光寺線                                         | 宮崎県   | 日向市   | 日向市   | 財光寺       | お倉ヶ浜交差点 / バイパス起点 |
| 宮崎県道226号土々呂日向線                                                   | 宮崎県   | 日向市   | 日向市   | 財光寺往還町 | 五十猛神社前交差点            |
| 宮崎県道226号土々呂日向線                                                   | 宮崎県   | 日向市   | 日向市   | 財光寺       | [ 注釈 6 ]                    |
| E10 東九州自動車道                                                          | 宮崎県   | 日向市   | 日向市   | 平岩         | 25 日向IC                     |
| 宮崎県道51号中野原美々津線                                                  | 宮崎県   | 日向市   | 日向市   | 東郷町山陰乙 |                               |
| 国道446号 重複区間終点                                                      | 宮崎県   | 日向市   | 日向市   | 東郷町山陰辛 | 鶴野内交差点                  |
| 宮崎県道225号八重原延岡線                                                   | 宮崎県   | 日向市   | 日向市   | 東郷町山陰辛 |                               |
| 国道388号 重複区間起点                                                      | 宮崎県   | 東臼杵郡 | 美郷町   | 西郷田代     |                               |
| 国道388号 重複区間終点                                                      | 宮崎県   | 東臼杵郡 | 美郷町   | 西郷田代     |                               |
| 宮崎県道50号諸塚高千穂線                                                    | 宮崎県   | 東臼杵郡 | 諸塚村   | 大字家代     |                               |
| 国道503号 重複区間終点                                                      | 宮崎県   | 東臼杵郡 | 諸塚村   | 大字家代     |                               |
| 国道265号 重複区間起点                                                      | 宮崎県   | 東臼杵郡 | 椎葉村   | 大字下椎葉   |                               |
| 宮崎県道202号鞍岡赤谷線                                                     | 宮崎県   | 西臼杵郡 | 五ヶ瀬町 | 大字鞍岡     | 五ヶ瀬町祇園町交差点          |
| 国道218号 国道265号 重複区間終点 国道503号 重複                             | 熊本県   | 上益城郡 | 山都町   | 馬見原       | 山都町馬見原交差点 / 終点     |

### 交差する鉄道
- 日豊本線